# Mont San Vicino
 (septembre 2019).
Si vous disposez d'ouvrages ou d'articles de référence ou si vous connaissez des sites web de qualité traitant du thème abordé ici, merci de compléter l'article en donnant les références utiles à sa vérifiabilité et en les liant à la section « Notes et références ».
Le mont San Vicino est une montagne culminant à 1 479 m dans l'Apennin ombro-marchesan sur la frontière entre les provinces d'Ancône et de Macerata.
Cette montagne a une particularité : vue du sud, elle a la forme d'une bosse de chameau, vue du nord, elle prend une forme tricuspide et vue de l'est ou de l'ouest, elle ressemble à un volcan. Dans des conditions de visibilité particulière depuis les côtes de la Croatie, le mont San Vicino est facilement reconnaissable. Il a été pris comme point de référence et d'orientation par les marins et les pêcheurs de la mer Adriatique au cours des siècles passés, visible clairement au large des côtes.
Au sommet de la montagne se trouve une grande croix de fer. Le lundi de Pâques, les habitants des pays voisins ont pour habitude d'aller pique-niquer avec des pizzas de Pâques et de la charcuterie au sommet de la montagne. 

## Toponymie

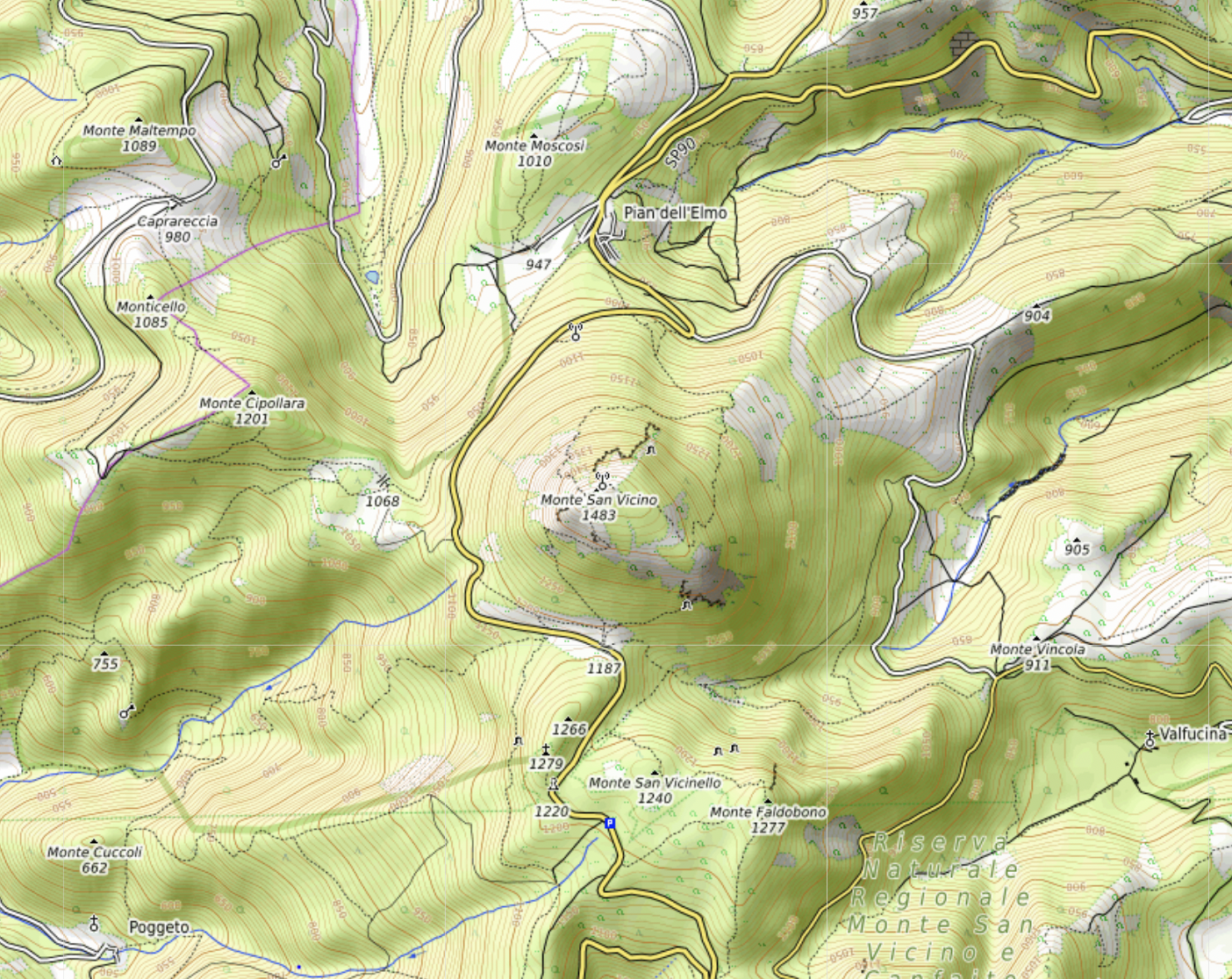
Carte topographique.

L'origine du nom San Vicino est liée à la divinité romaine de Janus, le justicier à deux faces (vicilinus), à qui la montagne a été dédiée pour la surveillance de la frontière entre les peuples Piceni et Ombriens.

## Proverbes
Depuis des temps immémoriaux, un proverbe lié à San Vicino a permis de prévoir le climat en hiver. Il existe deux versions du proverbe. Le premier dit : « Si San Vicino met son chapeau, vendez des chèvres et achetez le manteau ; si San Vicino met sa culotte, vendez le manteau et achetez les chèvres. » Le « chapeau » et la « culotte » (pantalon) sont les nuages qui couvrent respectivement le sommet de la montagne et sa base, laissant le sommet visible. Dans le premier cas, il est prévu qu'il pleuve, dans le second qu’il fasse beau. Ces derniers temps, le mot « manteau » a été remplacé par celui de « parapluie  », plus moderne.
La deuxième version, celle rapportée par les anciens de Frontale di Apiro, la dernière ville sur les flancs de la montagne, est peut-être plus proche de la réalité : « Si San Vicino met son chapeau, vendez la chèvre et achetez la cape ; si San Vicino se défait, vendez le manteau et achetez le bouc. » Les anciens du village disent que le chapeau ne se réfère pas aux nuages, mais à la première neige de l'hiver : s'il ne couvre que la partie supérieure de la montagne (comme un chapeau), l'hiver sera froid et raide (« vendez la chèvre et achetez le manteau ») ; si, au contraire, la première chute de neige descend ou « s'élargit trop », elle affectera non seulement le sommet de la montagne, mais également la ville (« vendez le cap et achetez la chèvre », car l'hiver ne sera pas dur).